# Barrio San Diego

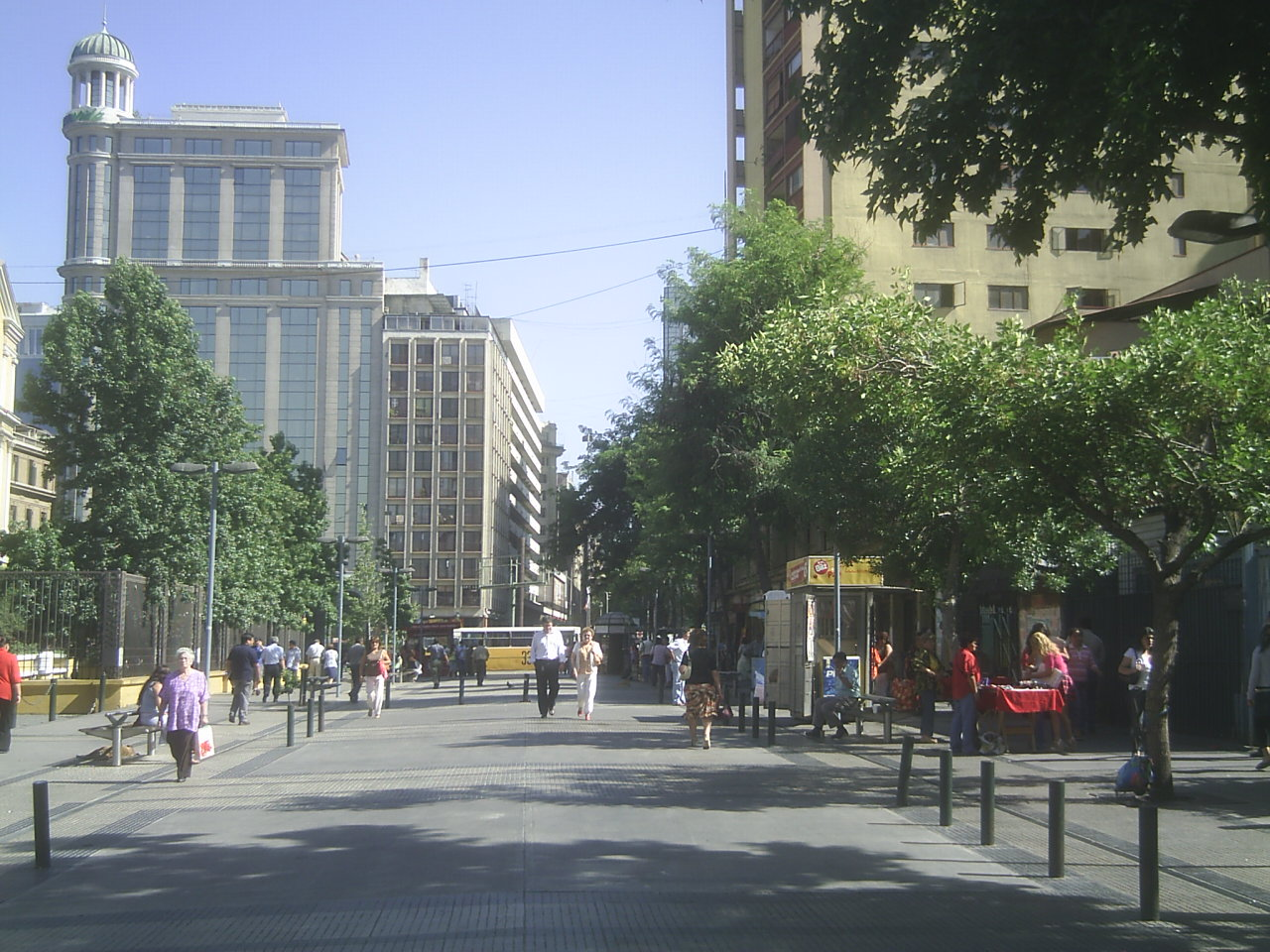
Calle Arturo Prat, continuación del céntrico Paseo Ahumada.

El Barrio San Diego es un barrio ubicado en la comuna de Santiago, en el centro de la capital. Se encuentra inmediatamente al oriente del Barrio Cívico y se prolonga a través de la calle San Diego hasta el inicio de la Gran Avenida José Miguel Carrera. Se caracteriza por una agitada actividad comercial detallista, la cual tuvo su auge hasta fines de los setenta cuando San Diego cambio de sentido, con lo cual dejó de ser un punto atractivo, y lentamente ha cambiado la actividad comercial, para adaptarse al paso de los años.
- Datos: Q5720859